# Dichotrypa turkestanica
Dichotrypa turkestanica is een mosdiertjessoort uit de familie van de Cystodictyonidae. De wetenschappelijke naam van de soort is voor het eerst geldig gepubliceerd in 1936 door Nikiforova.